# 商品有高帳
商品有高帳（しょうひんありだかちょう）は、会計帳簿の一つで、商品の種類ごとに商品在庫数、および払出単価の状況を把握するために記録する帳簿。補助簿の中の補助元帳一つで必ずしも作成しなければならない訳ではない。
商品有高帳は全て仕入原価で記入する。結果、仕入値引が発生した場合は商品有高帳に記載するが、売上値引が発生した場合は、商品有高帳への記載は無い。払出単価の算出方法は、先入先出法や移動平均法など複数ある。結果、商品有高帳は在庫数のみならず、売上高や売上総利益を算出することができる。